# Pozo San Vicente
El Pozo San Vicente es una antigua mina de carbón de hulla situada junto al pueblo de San Vicente, en la parroquia de Linares, concejo asturiano de San Martín del Rey Aurelio (España). Estuvo operativo durante más de medio siglo, si bien en la actualidad se encuentra fuera de servicio. 

## Historia
Desde el siglo XIX se explotaba en esta zona carbón de hulla, junto al río Nalón, entre los concejos de Langreo y San Martín del Rey Aurelio. En 1916 se crea Carbones de San Vicente y se profundiza el actual pozo, de pequeño tamaño. Su relevancia histórica viene dada por ser un caso único de autogestión. Su propietario Víctor Felgueroso Figar (descendiente de los Hermanos Felgueroso) llevó al pozo a la quiebra. Así, el sindicato SOMA se hizo cargo de la gestión de la mina en 1926, convirtiéndose en el propietario del pozo al año siguiente. Gracias a la política económica de Primo de Rivera se eliminó la deuda, se introdujeron mejoras salariales, atención médica y se modernizaron las instalaciones bajo la gestión directa del sindicato. La producción cayó en picado debido a la  Crisis de 1929. Esta gestión finalizó en 1938 con la incautación de la explotación por el nuevo gobierno franquista, pasando más tarde a Delegación Nacional de Sindicatos y en 1957  Hulleras del Rey Aurelio S.A. En 1970 acabó por integrarse en la empresa pública HUNOSA hasta su cierre. 
En 1994 la escombrera de la mina fue recuperada y se utilizó como emplazamiento del Museo de la Minería de Asturias.

## Proyecto
Entre 1998 y 2000 la mina fue rehabilitada. Se acondicionaron sus pequeñas instalaciones para la creación de un centro de interpretación del movimiento obrero, unido mediante un antiguo tuneo al Museo de la Minería, proyecto iniciado pero parado posteriormente.